# 于韋斯屈萊足球俱樂部
于韋斯屈萊足球俱樂部 （芬蘭語：JJK Jyväskylä）是芬蘭的一家成立于1992年的足球俱樂部。2020年球季时该俱乐部在芬兰第三级的芬兰足球乙级联赛中参赛。
球队主場位於于韋斯屈萊的哈尔尤球场。球隊曾在六年中參加了芬蘭足球超級聯賽（2019-2013，2017），及九年中参加了芬兰足球甲级联赛（1995–1997，2007–2008，2014–2016，2018）。在2011年球队获得了芬兰足球超级联赛的铜牌。